# Kóstas Manolás
Konstantínos Manolás, dit "Kóstas" Manolás (en grec : Κωνσταντίνος "Κώστας" Μανωλάς), né le 14 juin 1991 à Naxos en Grèce, est un footballeur international grec évoluant au poste de défenseur central.

## Carrière

### Club

#### Formation et débuts à l'AEK Athènes
Manolás fait ses débuts junior dans des petits clubs de Grèce, et en 2009, il rejoint l'équipe première de l'AEK Athènes avec qui il évolue en tant que défenseur central jusqu'en 2012, date à laquelle il rejoint l'un des clubs rivaux de l'AEK, l'Olympiakos.

#### Départ pour l'Olympiakos
En 2012, il est présenté dans son nouveau club, avec lequel il gagne un grand succès, car lors de sa toute première saison avec le club, il remporte le Championnat grec avant de récidiver la saison suivante avec une seconde victoire du championnat. Il remporte également une édition de la Coupe de Grèce. En 2014, à la suite d'une excellente saison avec son club, il est pressenti pour rejoindre l'AS Roma.

#### Départ pour l'AS Roma
Annoncé proche d'Arsenal, Kóstas Manolás s'engage finalement avec l'AS Roma le 26 août 2014 pour environ 13 millions d'euros. Il aura la lourde tâche de faire oublier Mehdi Benatia parti au Bayern Munich. Il marque son premier but avec la Roma le 26 septembre 2015, face à la modeste équipe de Carpi (victoire 5-1).
Lors du quart de finale retour contre le FC Barcelone, il inscrit un but historique qui permet à son équipe de se qualifier en demi-finales après avoir pourtant perdu 4-1 au match aller. En effet, l'AS Roma s'impose 3-0 au match retour et se qualifie grâce à l'ancienne règle du but à l'extérieur 

#### Départ pour le Napoli
Le 1er juillet 2019, il s'engage avec Naples. Le montant du transfert s'élève à 36 millions d'euros. Il joue son premier match sous ses nouvelles couleurs le 24 août 2019, contre l'ACF Fiorentina au stade Artemio-Franchi lors de la première journée de la saison 2019-2020 de Serie A. Son équipe s'impose par quatre buts à trois ce jour-là. Il marque son premier but dès son deuxième match, lors du choc face à la Juventus de Turin, le 31 août suivant, en championnat. Son équipe s'incline sur le score de quatre buts à trois.

#### Retour à l'Olympiakos
Le 1er janvier 2022, il retourne à l'Olympiakos. Le montant du transfert s'élève à 2,5 millions d'euros.

#### Départ pour le Sharjah FC
Le 23 septembre 2022, il s'engage pour deux saisons au Sharjah FC.

### Sélection nationale
En 2013, il honore sa première sélection avec la Grèce lors d'un match amical contre la Suisse. En 2014, il est sélectionné pour participer à la Coupe du monde 2014 au Brésil, où il est élu parmi les 50 meilleurs joueurs de la compétition[réf. nécessaire].
Il inscrit son premier but en sélection le 11 septembre 2018 contre la Hongrie. Il est titulaire ce jour-là et son équipe s'incline par deux buts à un.

## Vie personnelle
Il est le neveu de Stélios Manolás, légende de l'AEK Athenes.

## Statistiques
| Saison                | Club                  | Championnat           | Championnat | Championnat | Coupe(s) nationale(s) | Coupe(s) nationale(s) | Supercoupe | Supercoupe | Compétition(s) continentale(s) | Compétition(s) continentale(s) | Compétition(s) continentale(s) | Total | Total |
| Saison                | Club                  | Division              | M.          | B.          | M.                    | B.                    | M.         | B.         | Comp.                          | M.                             | B.                             | M.    | B.    |
| 2008-2009             | Thrasývoulos Fylís    | Superleague           | 5           | 0           | -                     | -                     | -          | -          | -                              | -                              | -                              | 5     | 0     |
| Sous-total            | Sous-total            | Sous-total            | 5           | 0           | -                     | -                     | -          | -          | -                              | -                              | -                              | 5     | 0     |
| 2009-2010             | AEK Athènes           | Superleague           | 10          | 1           | 0                     | 0                     | -          | -          | -                              | -                              | -                              | 10    | 1     |
| 2010-2011             | AEK Athènes           | Superleague           | 27          | 1           | 3                     | 1                     | -          | -          | C3                             | 6                              | 1                              | 36    | 3     |
| 2011-2012             | AEK Athènes           | Superleague           | 29          | 1           | 2                     | 0                     | -          | -          | C3                             | 7                              | 1                              | 38    | 2     |
| Sous-total            | Sous-total            | Sous-total            | 66          | 3           | 5                     | 1                     | -          | -          | -                              | 13                             | 2                              | 84    | 6     |
| 2012-2013             | Olympiakos            | Superleague           | 24          | 1           | 6                     | 0                     | -          | -          | C1+C3                          | 6+1                            | 0+0                            | 37    | 1     |
| 2013-2014             | Olympiakos            | Superleague           | 25          | 3           | 5                     | 0                     | -          | -          | C1                             | 7                              | 2                              | 37    | 5     |
| Sous-total            | Sous-total            | Sous-total            | 49          | 4           | 11                    | 0                     | -          | -          | -                              | 14                             | 2                              | 74    | 6     |
| 2014-2015             | AS Rome               | Serie A               | 30          | 0           | 1                     | 0                     | -          | -          | C1+C3                          | 6+4                            | 0+0                            | 41    | 0     |
| 2015-2016             | AS Rome               | Serie A               | 37          | 2           | 0                     | 0                     | -          | -          | C1                             | 8                              | 0                              | 45    | 2     |
| 2016-2017             | AS Rome               | Serie A               | 33          | 0           | 3                     | 0                     | -          | -          | C1+C3                          | 2+7                            | 0+0                            | 45    | 0     |
| 2017-2018             | AS Rome               | Serie A               | 29          | 2           | 0                     | 0                     | -          | -          | C1                             | 11                             | 2                              | 40    | 4     |
| 2018-2019             | AS Rome               | Serie A               | 27          | 1           | 1                     | 0                     | -          | -          | C1                             | 7                              | 1                              | 35    | 2     |
| Sous-total            | Sous-total            | Sous-total            | 156         | 5           | 5                     | 0                     | -          | -          | -                              | 45                             | 3                              | 206   | 8     |
| 2019-2020             | SSC Naples            | Serie A               | 26          | 4           | 3                     | 0                     | -          | -          | C1                             | 6                              | 0                              | 35    | 4     |
| 2020-2021             | SSC Naples            | Serie A               | 30          | 0           | 2                     | 0                     | 1          | 0          | C3                             | -                              | -                              | 33    | 0     |
| 2021-2022             | SSC Naples            | Serie A               | 4           | 0           | 0                     | 0                     | -          | -          | C3                             | 3                              | 0                              | 7     | 0     |
| Sous-total            | Sous-total            | Sous-total            | 60          | 4           | 5                     | 0                     | 1          | 0          | -                              | 9                              | 0                              | 75    | 4     |
| 2021-2022             | Olympiakos            | Superleague           | 11          | 0           | 1                     | 0                     | -          | -          | C3                             | 2                              | 0                              | 14    | 0     |
| 2022-2023             | Olympiakos            | Superleague           | 2           | 0           | 5                     | 0                     | -          | -          | C1+C3                          | 2+3                            | 0                              | 12    | 0     |
| Sous-total            | Sous-total            | Sous-total            | 13          | 0           | 1                     | 0                     | -          | -          | -                              | 7                              | 0                              | 21    | 0     |
| Total sur la carrière | Total sur la carrière | Total sur la carrière | 347         | 16          | 27                    | 1                     | 1          | 0          | -                              | 88                             | 7                              | 463   | 24    |

## Palmarès
- Vainqueur de la Coupe de Grèce en 2011 avec l'AEK Athènes
- Champion de Grèce en 2013, 2014  et 2022 avec l'Olympiakos
- Vainqueur de la Coupe de Grèce en 2013 avec l'Olympiakos
- Vainqueur de la Coupe d'Italie en 2020 avec le SSC Naples